# 31-й отдельный инженерный батальон
31-й отдельный инженерный батальон — воинское подразделение Вооружённых Сил СССР во время Великой Отечественной войны. Во время ВОВ существовало два инженерных подразделения с тем же номером.

## 31-й отдельный инженерный батальон 14-й армии
Переформирован из 31-го отдельного сапёрного батальона 01.03.1942 года.
В составе действующей армии с 01.03.1942 по 09.05.1945 года.
В течение всей войны являлся армейским инженерным батальоном 14-й армии, повторил её боевой путь. В частности, во время Петсамо-Киркенесской операции за ночь на 08.10.1944 года, сапёрами полка был построен штурмовой мост через реку Титовка и собрано два парома, с 12 по 16.10.1944 года находится на строительстве переправ через реку Печенга и Западная Лица, минирует и разминирует дорогу на посёлок Никель.

### Подчинение
| Дата            | Фронт (округ)    | Армия                | Корпус | Примечания |
| --------------- | ---------------- | -------------------- | ------ | ---------- |
| 01.03.1942 года | Карельский фронт | 14-я армия           | -      | -          |
| 01.04.1942 года | Карельский фронт | 14-я армия           | -      | -          |
| 01.05.1942 года | Карельский фронт | 14-я армия           | -      | -          |
| 01.06.1942 года | Карельский фронт | 14-я армия           | -      | -          |
| 01.07.1942 года | Карельский фронт | 14-я армия           | -      | -          |
| 01.08.1942 года | Карельский фронт | 14-я армия           | -      | -          |
| 01.09.1942 года | Карельский фронт | 14-я армия           | -      | -          |
| 01.10.1942 года | Карельский фронт | 14-я армия           | -      | -          |
| 01.11.1942 года | Карельский фронт | 14-я армия           | -      | -          |
| 01.12.1942 года | Карельский фронт | 14-я армия           | -      | -          |
| 01.01.1943 года | Карельский фронт | 14-я армия           | -      | -          |
| 01.02.1943 года | Карельский фронт | 14-я армия           | -      | -          |
| 01.03.1943 года | Карельский фронт | 14-я армия           | -      | -          |
| 01.04.1943 года | Карельский фронт | 14-я армия           | -      | -          |
| 01.05.1943 года | Карельский фронт | 14-я армия           | -      | -          |
| 01.06.1943 года | Карельский фронт | 14-я армия           | -      | -          |
| 01.07.1943 года | Карельский фронт | 14-я армия           | -      | -          |
| 01.08.1943 года | Карельский фронт | 14-я армия           | -      | -          |
| 01.09.1943 года | Карельский фронт | 14-я армия           | -      | -          |
| 01.10.1943 года | Карельский фронт | 14-я армия           | -      | -          |
| 01.11.1943 года | Карельский фронт | 14-я армия           | -      | -          |
| 01.12.1943 года | Карельский фронт | 14-я армия           | -      | -          |
| 01.01.1944 года | Карельский фронт | 14-я армия           | -      | -          |
| 01.02.1944 года | Карельский фронт | 14-я армия           | -      | -          |
| 01.03.1944 года | Карельский фронт | 14-я армия           | -      | -          |
| 01.04.1944 года | Карельский фронт | 14-я армия           | -      | -          |
| 01.05.1944 года | Карельский фронт | 14-я армия           | -      | -          |
| 01.06.1944 года | Карельский фронт | 14-я армия           | -      | -          |
| 01.07.1944 года | Карельский фронт | 14-я армия           | -      | -          |
| 01.08.1944 года | Карельский фронт | 14-я армия           | -      | -          |
| 01.09.1944 года | Карельский фронт | 14-я армия           | -      | -          |
| 01.10.1944 года | Карельский фронт | 14-я армия           | -      | -          |
| 01.11.1944 года | Карельский фронт | 14-я армия           | -      | -          |
| 01.12.1944 года | -                | 14-я отдельная армия | -      | -          |
| 01.01.1945 года | -                | 14-я отдельная армия | -      | -          |
| 01.02.1945 года | -                | 14-я отдельная армия | -      | -          |
| 01.03.1945 года | -                | 14-я отдельная армия | -      | -          |
| 01.04.1945 года | -                | 14-я отдельная армия | -      | -          |
| 01.05.1945 года | -                | 14-я отдельная армия | -      | -          |

## 31-й отдельный инженерный батальон 32-й армии, 51-й инженерно-сапёрной бригады
Переформирован из 1212-го отдельного сапёрного батальона 30.05.1942 года.
В действующей армии с 30.05.1942 по 02.11.1942 года.
Являлся армейским инженерным батальоном 32-й армии, до момента переформирования повторил её боевой путь.
В конце октября 1942 года выведен на переформирование в район Архангельска, где был включён в состав 51-й инженерно-сапёрной бригады
01.12.1942 года переформирован в 3-й отдельный инженерно-сапёрный батальон 51-й инженерно-сапёрной бригады.

### Подчинение
| Дата            | Фронт (округ)               | Армия      | Корпус | Примечания                               |
| --------------- | --------------------------- | ---------- | ------ | ---------------------------------------- |
| 01.06.1942 года | Карельский фронт            | 32-я армия | -      | -                                        |
| 01.07.1942 года | Карельский фронт            | 32-я армия | -      | -                                        |
| 01.08.1942 года | Карельский фронт            | 32-я армия | -      | -                                        |
| 01.09.1942 года | Карельский фронт            | 32-я армия | -      | -                                        |
| 01.10.1942 года | Карельский фронт            | 32-я армия | -      | -                                        |
| 01.11.1942 года | Архангельский военный округ | -          | -      | в составе51-й инженерно-сапёрной бригады |
| 01.12.1942 года | Архангельский военный округ | -          | -      | в составе51-й инженерно-сапёрной бригады |

## Другие инженерно-сапёрные формирования с тем же номером
- 31-й отдельный сапёрный батальон
- 31-й отдельный сапёрный батальон 14-й армии
- 31-й отдельный сапёрный батальон 4-го механизированного корпуса, 3-го гвардейского механизированного корпуса
- 31-й отдельный запасной сапёрный батальон 3-го Украинского фронта
- 31-й отдельный запасной сапёрный батальон 38-й запасной стрелковой бригады
- 31-й отдельный инженерно-сапёрный батальон
- 31-й отдельный штурмовой инженерно-сапёрный батальон